# Santi Aldama
Artikeln följer den spanska namnseden; faderns efternamn är Aldama och moderns efternamn Toledo.

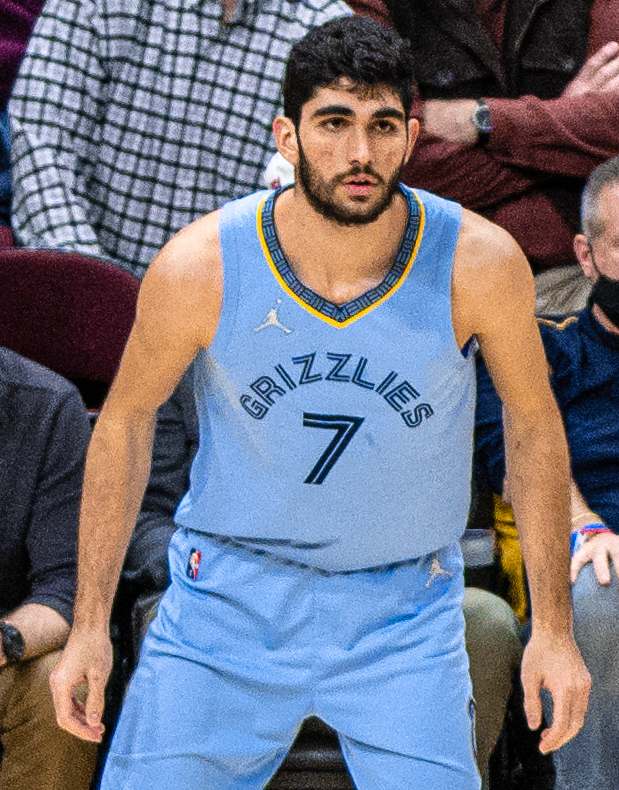
Santi Aldama, 2022.

Santiago "Santi" Aldama Toledo, född 10 januari 2001 i Las Palmas på Gran Canaria, är en spansk professionell basketspelare (PF/C) som spelar för Memphis Grizzlies i National Basketball Association (NBA).
Han draftades av Utah Jazz i första rundan i 2021 års draft som 30:e spelare totalt.
Innan Aldama blev proffs studerade han vid Loyola University Maryland och spelade för deras idrottsförening Loyola Greyhounds.